# 越前屋俵太のオールナイトニッポン
『越前屋俵太のオールナイトニッポン』（えちぜんやひょうたのオールナイトニッポン）は、ニッポン放送の深夜番組、オールナイトニッポンで放送されていたラジオ番組。
メインパーソナリティはコメディアンの越前屋俵太。1986年10月7日から1987年10月6日まで火曜2部（毎週火曜日深夜27:00～29:00（水曜日未明3:00～5:00））で放送されていた。

## 概要
越前屋俵太にとって、自分がメインの番組では初めての全国ネットのラジオ番組。オープニングでジャミング風の演出を入れた『ビタースウィート・サンバ』に乗せて、各地方のリスナーにとってのお気に入りの店や、ホテルの宣伝、学校、学校の先生の名前など色々なものを紹介することを行っていた。
一方では、日本語がわからない外国人女性教師にこの番組中で紹介されたネタを聞かせてナンパしたり、1986年12月30日深夜（12月31日未明）の放送では、街中で見かけた少年の乱闘の声をそのまま流したりなど、“過激”と言われた放送を展開していたこともあった。この番組が放送されていた期間はちょうど、ビートたけしがフライデー襲撃事件を起こし『ビートたけしのオールナイトニッポン』の出演を自粛していた期間にも当たっていたこともあって、「たけしの穴を埋めるのは俵太だ」という声が出ていたこともあった。
俵太は当番組終了後の1987年10月からも引き続きニッポン放送で『激突!あごはずしショー』のパーソナリティを務めていた。

## 主なコーナー
あなたが選ぶフリートーク大賞
- まず俵太が持ちネタを振って、その中から次の週に持ちネタの中からどの話を聴きたいか、リスナーの投票によって決定していたコーナー。実際に一番得票の多かったネタの話を次週に披露していた[2]。

夜の句会
- リスナー作の俳句を紹介。コーナー名は句会としていたが「五七五」の形式にとらわれない無視したような句が多く寄せられた[2]。

四字熟語珍解釈
ラジオは大笑い
- リスナー作のネタコーナー。駄洒落ネタなどが多く飛び交っていた[2]。

ギャグ＆バージョン
- 他

## スタッフ・関係者
- ディレクター：佐藤仁志、東松[2]
- 弟子：ボケツホリタロウ[2]
- 作家：サルワタリ吉右衛門[2]
- AD：アンモニア大薗[2]
- ミキサー：マカデミアン小島[2]